# Zeeman-Slower

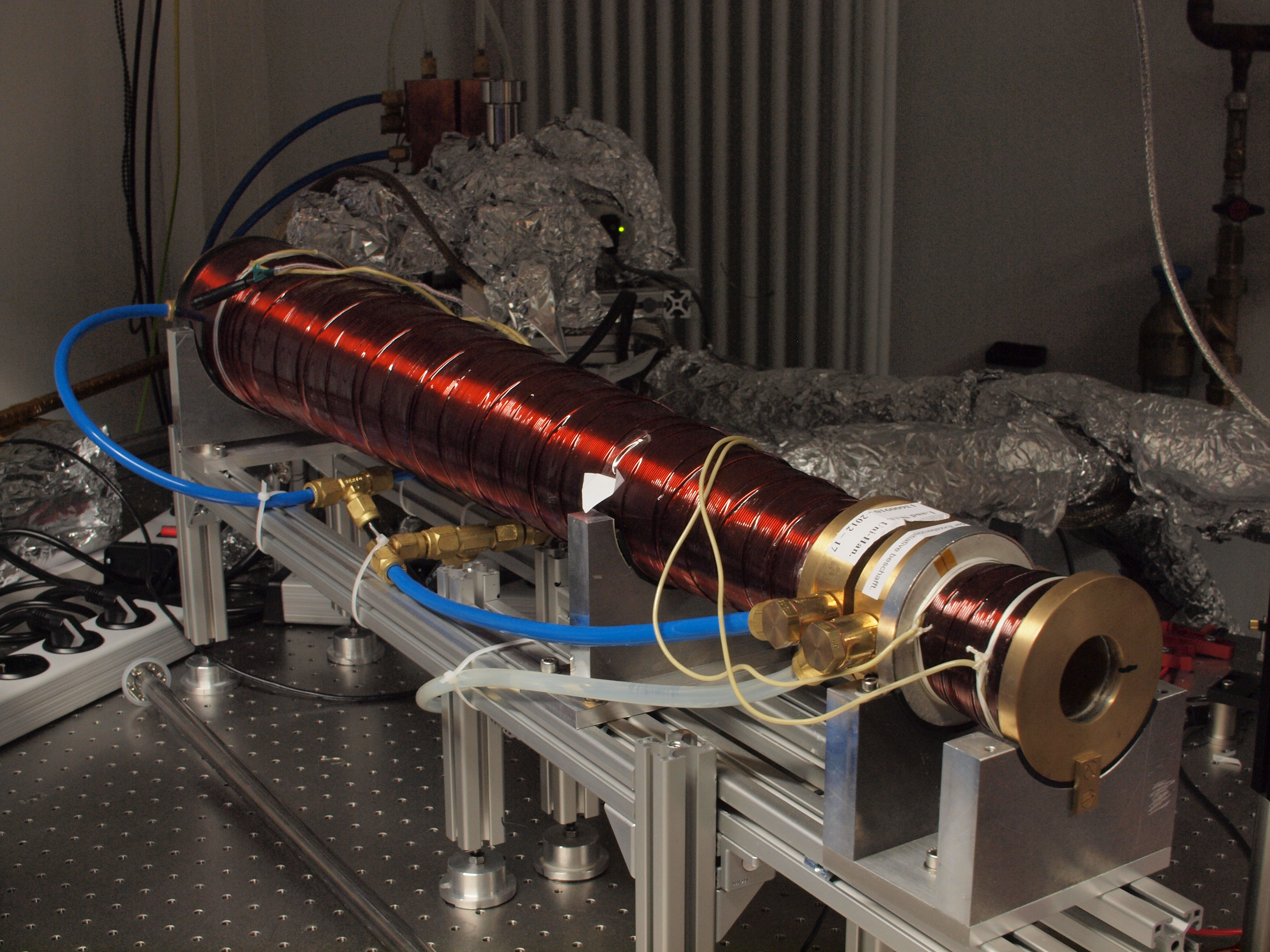
Die Spule eines Zeeman-Slowers auf einem optischen Tisch vor dem Einbau in ein Experiment mit Atomfallen. An der dicken Seite der Spule wird die Quelle für den Atomstrahl montiert. Die Atomfalle wird vor dem vorderen, dünneren Ende der Spule platziert. Der Slower ist ca. 1 m lang.

Schematische Darstellung eines Zeeman-Slowers im Experiment (vgl. auch Foto darüber).

Ein Zeeman-Slower oder seltener Zeeman-Bremser ist ein Gerät, das in der Quantenoptik zum Abbremsen von Atomstrahlen eingesetzt wird. Typischerweise werden die Atome vom Geschwindigkeitsbereich 500–1000 m/s auf etwa 10 m/s verlangsamt. Der Zeeman-Slower basiert auf dem Prinzip der Laserkühlung, die Atome werden also durch Absorption von Laserlicht und darauf folgende Reemission von Fluoreszenzphotonen gebremst. Ein Zeeman-Slower besteht dabei aus einem örtlich variierenden Magnetfeld, durch das der Atomstrahl fliegt, und einem entgegengesetzt gerichteten Laserstrahl. Das Magnetfeld wirkt über den Zeeman-Effekt der geschwindigkeitsabhängigen Dopplerverschiebung entgegen, die bei langsameren Atomen dazu führt, dass sie aus der Resonanz mit dem Laserstrahl herausfallen.

## Geschichte und Einsatz in der Forschung
Der Zeeman-Slower wurde zuerst von William D. Phillips (Physik-Nobelpreis 1997, zusammen mit Steven Chu und Claude Cohen-Tannoudji „für die Entwicklung von Methoden zum Kühlen und Fangen von Atomen mittels Laserlicht“) und Harold J. Metcalf. 1982 vorgeschlagen.
Er wird in vielen Versuchsaufbauten zur Bose-Einstein-Kondensation und zu Fermi-Kondensaten als erste Stufe zum Abkühlen der Atome eingesetzt, die in der Regel als 500–1000 m/s schneller Atomstrahl aus einem Ofen austreten. Dem Zeeman-Slower folgt typischerweise eine Magneto-optische Falle, die nur Atome bis zu einer oberen Grenzgeschwindigkeit von typischerweise einigen 10 m/s einfangen kann. In weiteren Schritten werden die gefangenen Atome dann mit weiteren Verfahren (z. B. sympathetisches Kühlen, evaporatives Kühlen) bis auf wenige Mikrokelvin über dem absoluten Nullpunkt abgekühlt.

## Funktionsweise und Aufbau

Hyperfeinstruktur-Spektrum von Natrium mit magnetfeldabhängiger Zeeman-Aufspaltung

Ein Atomstrahl, der in einem Ofen durch Verdampfen elementaren Metalls entsteht (z. B. Natrium, Lithium, Rubidium) besteht aus Atomen mit einer mittleren Geschwindigkeit von (je nach Metallart und Verdampfungstemperatur) 500–1000 m/s. Um diese Atome durch Streuung von Photonen aus einem entgegengesetzt laufenden Laserstrahl zu bremsen, muss dessen Frequenz {\displaystyle \nu _{\text{Laser}}} so eingestellt werden, dass sie auch die Dopplerverschiebung
{\displaystyle \delta _{\text{Doppler}}(v_{\text{Atom}})=(2\pi /\lambda _{\text{Laser}})\cdot v_{\text{Atom}}}
({\displaystyle v_{\text{Atom}}}: Geschwindigkeit des Atoms und {\displaystyle \lambda _{\text{Laser}}}: Wellenlänge des Lasers) berücksichtigt, unter der die Atome das Laserlicht „wahrnehmen“. Dies ist zwar möglich (sog. „chirped slowing“), aber technisch aufwändig und führt zu gepulsten Atomstrahlen, sodass als Alternative der Zeeman-Effekt eingesetzt wird. Dieser verändert nicht das Licht, sondern verschiebt die atomaren Niveaus des Atoms so, dass Resonanz wiederhergestellt wird. Insgesamt erhält man dann folgende Verstimmung des atomaren Übergangs:
{\displaystyle \delta (v_{\text{Atom}},z_{\text{Atom}})=\delta _{0}+\delta _{\text{Doppler}}(v_{\text{Atom}})-\delta _{\text{Zeeman}}(z_{\text{Atom}})=\delta _{0}+{\frac {2\pi \cdot v_{\text{Atom}}}{\lambda _{\text{Laser}}}}-{\frac {\mu _{B}}{\hbar }}\cdot [m_{je}g_{je}-m_{jg}g_{jg}]\cdot B(z_{\text{Atom}})}
Dabei ist μB das Bohr’sche Magneton, {\displaystyle m_{je},m_{jg}} die magnetische Quantenzahl des angeregten Zustands und des Grundzustands (am betrachteten Übergang), sowie {\displaystyle g_{je},g_{jg}} deren Landé-Faktoren. Die Funktion {\displaystyle B(z_{\text{Atom}})} beschreibt das ortsabhängige Magnetfeld im Zeeman-Slower. Die Verschiebung δ0 ist ein leichtes Detuning der Bremslaserwellenlänge gegenüber dem atomaren Übergang (siehe unten).
Maximale Resonanz mit dem atomaren Übergang ist im idealen Fall {\displaystyle \delta (v_{\text{Atom}},z_{\text{Atom}})=0} hergestellt. Daraus lässt sich mit der Voraussetzung einer negativen konstanten Bremsung (Beschleunigung) der Atome im Slower die Form des Magnetfelds berechnen. Man erhält::
{\displaystyle B(z)=B_{0}\cdot {\sqrt {1-{\frac {z}{L_{\text{Slower}}}}}}+B_{b},\qquad B_{0}={\frac {\hbar k_{\text{Laser}}}{\mu _{B}\cdot [m_{je}g_{je}-m_{jg}g_{jg}]}},\qquad B_{b}={\frac {\hbar \delta _{0}}{\mu _{B}\cdot [m_{je}g_{je}-m_{jg}g_{jg}]}}}
Dabei ist {\displaystyle L_{s}} die Länge des Zeeman-Slowers und {\displaystyle k_{\text{Laser}}=2\pi /\lambda _{\text{Laser}}}. Das Detuning {\displaystyle \delta _{0}} sorgt dabei für eine endliche Endgeschwindigkeit, indem es so gewählt wird, dass die Atome nach dem Slower (dort verschwindet das Magnetfeld: {\displaystyle B=0}) aus der Resonanz herausfallen und nicht weiter gebremst werden. Ohne diesen Parameter würden Atome am Ende des Slowers wieder in diesen zurückgedrückt und können nicht mehr als Strahl extrahiert werden.

Numerische Lösung der Bewegungsgleichung der Atome in einem Zeeman-Slower

In der Abbildung rechts sieht man oben das Magnetfeld eines Zeeman-Slowers und darunter, wie sich die Geschwindigkeit von Atomen beim Durchfliegen des Slowers reduziert. Schnelle Atome (z. B. braun) geraten früher in Resonanz mit dem Bremslaser, während für langsame Atome erst später (z. B. grün) die Resonanzbedingung erfüllt ist. Für sehr schnelle Atome ist nie Resonanz gegeben, sodass sie den Slower ungebremst durchfliegen. Die obere Grenzgeschwindigkeit für den Slower ergibt sich aus der Resonanzbedingung bei maximalem Magnetfeld und kann durch den Aufbau des Slowers beeinflusst werden. Generell erlauben längere Slower ein höheres Anfangsmagnetfeld und damit auch eine höhere Grenzgeschwindigkeit. Am Ende des Slowers ist das Magnetfeld im einfachsten Fall wieder auf {\displaystyle B=0} abgefallen (also für den Fall {\displaystyle B_{b}=0}) und es befinden sich nur noch Atome mit der Geschwindigkeit
{\displaystyle v_{\text{end}}={\frac {\lambda _{\text{Laser}}\cdot \delta _{0}}{2\pi }}}
in Resonanz. Fallen die Atome unterhalb dieser Geschwindigkeit, werden sie nicht mehr weiter abgebremst und {\displaystyle v_{\text{end}}} kann als mittlere End- oder Ausgangsgeschwindigkeit des Slowers aufgefasst werden. Analog lässt sich (wieder für den Fall {\displaystyle B_{b}=0}) auch die maximale Einfanggeschwindigkeit über die Resonanz bei maximalem Magnetfeld definieren:
{\displaystyle v_{\text{max}}=\left({\frac {\mu _{B}}{\hbar }}\cdot [m_{je}g_{je}-m_{jg}g_{jg}]\cdot B_{0}-\delta _{0}\right)\cdot {\frac {\lambda _{\text{Laser}}}{2\pi }}}
Nur Atome, die langsamer als diese Geschwindigkeit fliegen, werden vom Zeeman-Slower gebremst.
Praktisch werden Zeeman-Slower typischerweise mit stromdurchflossenen Magnetspulen gebaut. Dabei wird entweder durch Änderung der Dichte der Drähte, oder durch Änderung der Anzahl ihrer Lagen das variable Magnetfeld erzeugt. Es sind aber auch Slower aus Permanentmagneten möglich. Innerhalb des Spulenkörpers verläuft dann ein Hochvakuumrohr, in dem sich der Atomstrahl befindet.
Bisher wurde angenommen, dass der zum Bremsen genutzte atomare Übergang geschlossen ist, d. h., dass die Atome nicht aus dem Absorptions-Emissions-Zyklus in einen Dunkelzustand außerhalb des Zyklus zerfallen können. In realen Atomen ist dies typischerweise nicht erfüllt. Daher muss evtl. ein zusätzlicher überlagerter Laserstrahl eingesetzt werden, um Atome aus einem Dunkelzustand in den Zyklus „zurückzupumpen“. Im Natrium-Spektrum oben ist ein entsprechender Übergang eingezeichnet, mit dem Atome, die in den F=1 Grundzustand zerfallen sind, weiter gebremst werden können.

## Bremsen, Kühlen und Heizen
Der Zeeman-Slower bremst alle Atome, die langsamer als seine Einfanggeschwindigkeit {\displaystyle v_{\text{max}}} fliegen, auf eine Geschwindigkeit nahe seiner Endgeschwindigkeit {\displaystyle v_{\text{end}}} ab. Dadurch wird sowohl die mittlere Geschwindigkeit als auch die Geschwindigkeitsunterschiede (Streuung der Geschwindigkeiten) dieser Atome verringert. Die erreichte Verteilungsbreite für die gebremsten Atome (die Atome, die den Slower ungebremst, also mit v>vmax, durchfliegen werden außer Acht gelassen) kann unabhängig von der mittleren Restgeschwindigkeit auch durch die Angabe einer longitudinalen Strahltemperatur charakterisiert werden. Diese wird also durch den Zeeman-Slower deutlich verringert.
Die Messung der Geschwindigkeitsverteilung (und damit der Strahltemperatur) kann über die Flugzeitverbreiterung von Atompaketen oder über die Doppler-Verschiebung einer Absorptionslinie erfolgen.
Die transversale Geschwindigkeitsstreuung bzw. Temperatur, die vor dem Slower durch Blenden gering gehalten werden kann, nimmt dagegen im Slower zu, indem auf jede Absorption zum Zweck des Bremsens eine Emission in eine zufällige Richtung folgt. Dadurch führen die Atome senkrecht zur Flugrichtung einen Random Walk im Geschwindigkeitsraum aus:
{\displaystyle (v_{x,y}^{\text{rms}})^{2}(t)\propto {\frac {v_{\text{rec}}^{2}}{3}}\cdot N(t)}
Darin ist {\displaystyle v_{x,y}^{\text{rms}}} die quadratisch gemittelte transversale Geschwindigkeit (in {\displaystyle x}- bzw. {\displaystyle y}-Richtung), {\displaystyle N(t)} die Anzahl der Streuvorgänge bis zur Zeit {\displaystyle t} und {\displaystyle v_{\text{rec}}} die Recoil-Geschwindigkeit, also der Betrag der Geschwindigkeitsänderung bei einem Absorptions- oder Emissionsvorgang.
Um diesem Effekt des transversalen Heizens entgegenzuwirken, kann z. B. hinter dem Zeeman-Slower mittels einer optischen Melasse eine transversale Kühlung erreicht werden. Ein anderer Ansatz ist, den Atomstrahl durch geeignet gestaltete Licht- und Magnetfelder im Bogen zu führen, was den kühlenden Effekt des Zeeman-Slowers nacheinander in verschiedenen Richtungen wirksam werden lässt.
Üblicherweise werden die Atome nach dem Zeeman-Slower in einer magneto-optischen oder einer anderen Falle eingefangen. Damit sie das Potential dieser Falle nicht ungefangen durchfliegen, muss die Endgeschwindigkeit des Slowers auf die maximale Einfanggeschwindigkeit der Falle optimiert werden. Außerdem sollte auch die Geschwindigkeitsstreuung (bzw. laterale und longitudinale Temperatur) nicht zu groß sein, da die Atome um die Endgeschwindigkeit streuen und bei zu großer Streuung entsprechend die Einfangeffizienz wieder sinkt (mehr Atome sind doch zu schnell).